# Ohnišov
Ohnišov (en allemand : Wochnischau) est une commune du district de Rychnov nad Kněžnou, dans la région de Hradec Králové, en Tchéquie. Sa population s'élevait à 504 habitants en 2022.

## Géographie
Ohnišov se trouve à 6 km au sud-est de Nové Město nad Metují, à 19 km au nord-nord-ouest de Rychnov nad Kněžnou, à 31 km à l'est-nord-est de Hradec Králové et à 130 km à l'est-nord-est de Prague.
La commune est limitée par Slavoňov et Bohdašín au nord, par Janov au nord-ouest, par Bystré à l'est, par Bačetín au sud, et par Val, Chlístov et Nové Město nad Metují à l'ouest.

## Histoire
La première mention écrite de la localité date de 1471.

## Administration
La commune se compose de deux sections :
- Ohnišov
- Zákraví

## Galerie

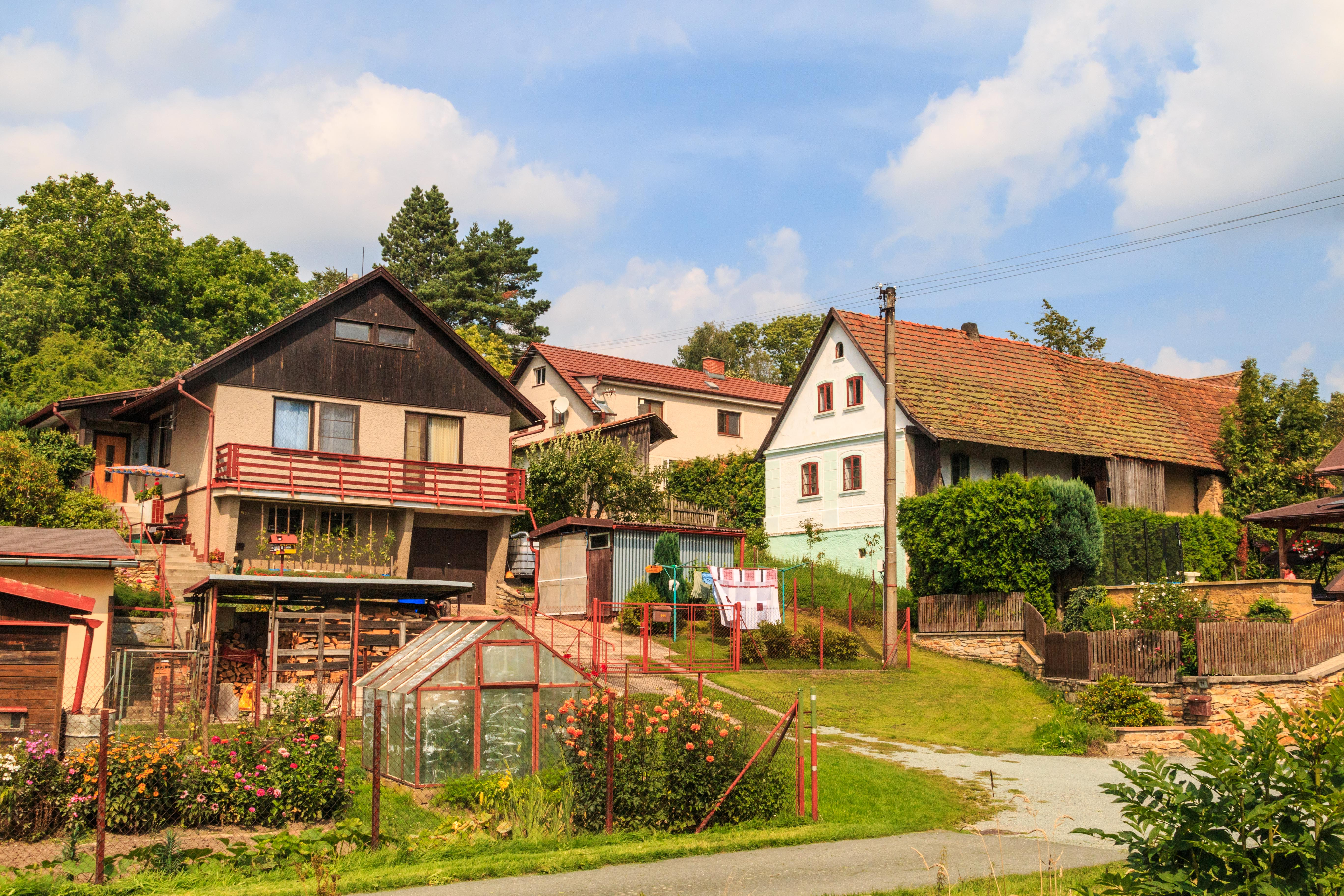
Maisons à Ohnišov.
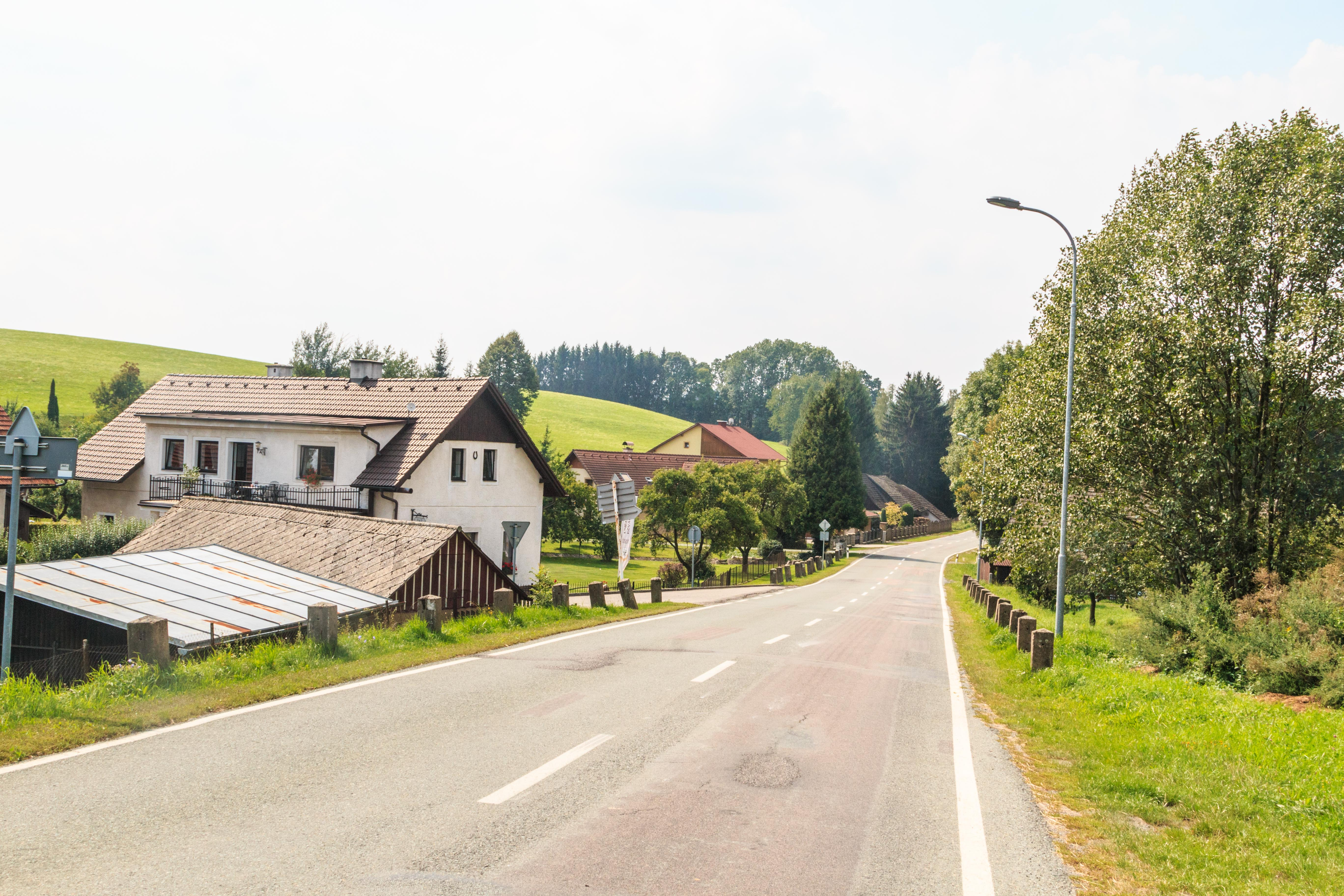
Rue d'Ohnišov.

## Transports
Par la route, Ohnišov se trouve à 6 km de Dobruška, à 23 km de Rychnov nad Kněžnou, à 37 km de Hradec Králové et à 157 km de Prague.